# Ranixalidae
A Ranixalidae a kétéltűek (Amphibia) osztályába, a békák (Anura) rendjébe tartozó család.

## Elterjedésük
A családba tartozó fajok India középső és keleti részén honosak. 

## Rendszerezés
A családba az alábbi két nem tartozik:
- Indirana Laurent, 1986
- Walkerana Dahanukar, Modak, Krutha, Nameer, Padhye, & Molur, 2016